# Перетятько, Гавриил Ильич
Гавриил Ильич Перетятько (5 июня 1920, село Новоспасовка, ныне село Осипенко в Бердянском районе Запорожская область Украина — 6 июня 1946 село Осипенко, ныне Бердянского района Запорожской области (Украина)) — участник Советско-финской и Великой Отечественной войны, полный кавалер ордена Славы, старшина, воздушный стрелок-радист 10-го отдельного разведывательного авиационного полка 1-я воздушная армия, 3-й Белорусский фронт.

## Биография
Родился в семье крестьянина. Украинец. Окончил 7 классов и Ворошиловградскую лётную школу.
Работал помощником комбайнёра в колхозе.
В Красной армии с 1939 года, окончил школу младших авиационных специалистов.
Участник советско-финской войны 1939—1940 годов.
На фронте в Великой Отечественной войне с июня 1941 года.
С 21 по 31 октября 1941 года принимая участие в битве за Москву стрелок-радист бомбардировщика Пе-2, 603-го ближнебомбардировочного авиационного полка 43-й смешанной авиационной дивизии ВВС Западного фронта, младший сержант Перетятько в составе экипажа произвел 14 успешных боевых вылета на бомбардировку вражеских войск в районах Можайск, Боровск, Дорохово, Руза, Гжатск, экипажем уничтожено 10 танков, 25 автомашин с пехотой, 2 зенитные батареи и пулеметная установка противника. В ходе этих полетов Перетятько неоднократно отражал атаки вражеских истребителей, а также уничтожал из пулемета живую силу противника. За что командованием 603-го ББАП был представлен к ордену Красной Звезды, однако командование 43-й САД понизило награду до медали «За отвагу», которой Перетятько и был награждён Приказом по войскам Западного фронта № 369 от 5 декабря 1941 года.
В период с ноября 1941 года по январь 1942 года составе экипажа бомбардировщика Пе-2, 603-го ближнебомбардировочного авиационного полка стрелок-радист Перетятько участвовал в 87-ми боевых вылетах в которых было уничтожено 10 танков, 25 автомашин с грузами и живой силой, а также до 200 солдат и офицеров противника. 4 января 1942 года при выполнении спецзадания командующего ВВС Западного фронта генерал-лейтенанта Мичугина по разведке боем вражеского аэродрома в районе Медынь, бомбардировщик Пе-2 (командир старший лейтенант Балабанов, штурман старший лейтенант Буланов), 603-го ближнебомбардировочного авиационного полка, в экипаж которого входил стрелок-радист сержант Перетятько, был подожжен огнём вражеского звена Хе-113 под городом Малоярославец, экипаж принял решение продолжать полет до своей территории, но был вынужден совершить посадку на территории занятой противником. Самолёт сгорел, члены экипажа были ранены. Скрываясь на территории противника, летчики в течение нескольких дней пробирались к линии фронта, и всем экипажем вышли к своим и прибыли в свою часть. Во время этого перехода Перетятько уничтожил двух немецких солдат-связистов захватив у них документы и оружие. За перечисленные боевые отличия командованием полка Перетятько был представлен к ордену Ленина, но командование ВВС Западного фронта понизило награду до ордена Красного Знамени, которым Перетятько был награждён Приказом по войскам Западного фронта № 803 от 23 июля 1942 года.
К маю 1942 года на счету Перетятько было 118 боевых вылетов.
В мае 1942 года при переформировании 603-го бомбардировочного авиаполка стрелок-радист старший сержант Перетятько со своим экипажем был направлен в 1-ю дальнюю разведывательную эскадрилью, 18 июня 1942 года преобразованную в 10-й отдельный разведывательный авиационный полк (10 ОРАП).
С мая по октябрь 1942 года стрелок-радист 10-го ОРАП 1-й воздушной армии Западного фронта Перетятько в составе экипажа бомбардировщика Пе-2 произвел 35 боевых вылетов на разведку, из них 22 успешно выполненные, во время полетов своевременно предупреждал экипаж о появлении вражеских истребителей и метким огнём отбивал их атаки.
10 декабря 1942 года Приказом по войскам 1-й воздушной армии № 456 старшина Перетятько награждён орденом Отечественной войны 2-й степени.
В 1942 году становится членом КПСС.
С октября 1942 года по май 1943 года стрелок-радист 10-го ОРАП 1-й ВА Перетятько в составе экипажа бомбардировщика Пе-2 (командир капитан Балабанов, штурман капитан Буланов) произвел 50 боевых вылетов на разведку, из них 39 успешно выполненные, во время полетов быстро и точно передавал в штаб по радиосвязи ценные разведданные, а также отражал атаки вражеских истребителей.
29 мая 1943 года Приказом по войскам 1-й ВА № 18/н старшина Перетятько награждён орденом Красной Звезды.
С июня 1943 года по июль 1944 года стрелок-радист 10-го ОРАП 1-й ВА 3-й БФ старшина Перетятько в составе экипажа бомбардировщика Пе-2 совершил 50 боевых вылетов на разведку дальних и ближних тылов противника, неоднократно отражал атаки истребителей врага.
8 августа 1944 года Приказом по войскам 1-й ВА № 49/н Перетятько награждён орденом Славы 3-й степени.
с августа 1944 года по февраль 1945 года в боях в Восточной Пруссии стрелок-радист 10-го ОРАП 1-й ВА 3-й БФ старшина Перетятько в составе экипажа бомбардировщика Пе-2 участвовал в 29 боевых вылетах, лично сбил 3 вражеских самолёта (за время войны).
28 февраля 1945 года Приказом по войскам 1-й ВА № 19/н Перетятько награждён орденом Славы 2-й степени.
Старшина Перетятько к концу войны совершил более 300 боевых вылетов на разведку и бомбардировку военных объектов, оборонительных сооружений и живой силы противника.
В 1945 году демобилизован.
Жил в родном селе. Работал учётчиком тракторной бригады.
15 мая 1946 года Указом Президиума Верховного Совета СССР Перетятько награждён орденом Славы 1-й степени.
Умер 6 июня 1946 года.

## Награды
- орден Красного Знамени[1][2] (23.07.1942)
- орден Отечественной войны 2-й степени[3] (10.12.1942)
- орден Красной Звезды (29.05.1943)[4]
- орден Славы 1-й степени (15.05.1946)
- орден Славы 2-й степени[5] (28.02.1945)
- орден Славы 3-й степени[6] № 39476 (08.08.1944)

Медали, в том числе:
- - «За отвагу»[7][8] (05.12.1941)
  - «За оборону Москвы»
  - «За победу над Германией в Великой Отечественной войне 1941—1945 гг.»
  - «За взятие Кенигсберга»